# Ле Гобелен (станция метро)
Ле-Гобелен (фр. Les Gobelins) — станция линии 7 Парижского метрополитена, расположенная на границе V и XIII округов Парижа. Названа по одноимённой авеню, получившей своё имя в честь фамилии промышленников Гобелен и их мануфактуры.

## История
- Станция открылась 15 февраля 1930 года при продлении линии 10 до станции Пляс д'Итали. Однако уже 26 апреля 1931 года открылся участок Сюлли — Морлан — Пляс-Монж, в результате чего весь участок южнее Пляс-Монжа перешёл в состав линии 7.
- Пассажиропоток по станции по входу в 2011 году, по данным RATP, составил 3 830 231 человек[2]. В 2012 году этот показатель незначительно снижался до 3 820 190 человек[3], а в 2013 году на станцию вошли 3 835 783 пассажира (135 место по входному пассажиропотоку в Парижском метро).[4]

## Галерея

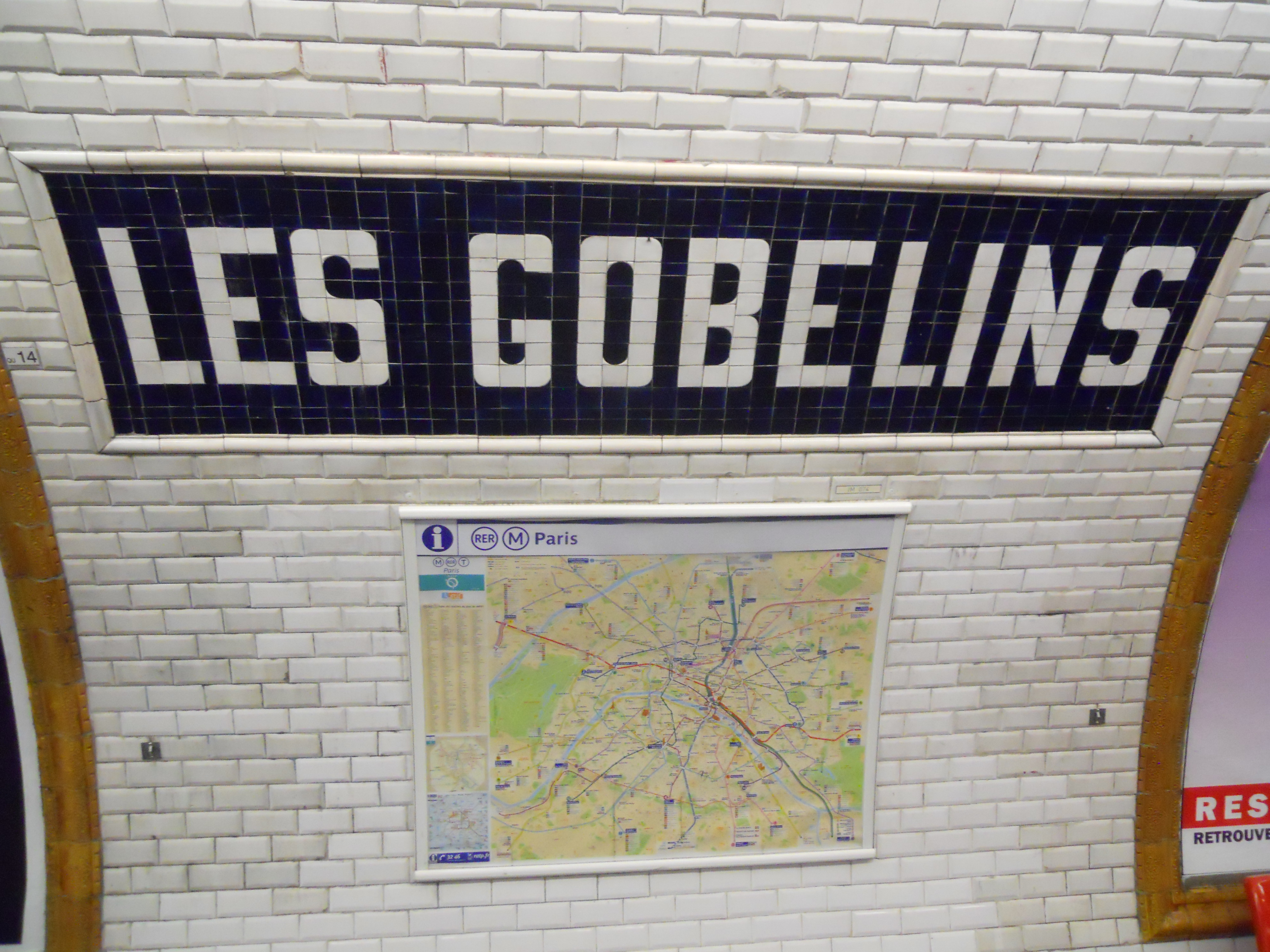
Название станции, выложенное плиткой